# Miss Julie (opera)
Miss Julie (Fröken Julie) är en opera i två akter med musik och libretto av William Alwyn efter August Strindbergs pjäs Fröken Julie (1888).

## Historia
Alwyn skrev själv librettot och kortade ned pjäsen till en förtätad stämning. Hans största omändring av texten var att han till pjäsens tre karaktärer - Julie, Jean och Kristin - tillfogade skogvaktaren Ulrik som kommenterar handlingen. Det är således den berusade Ulrik som i Akt I berättar vad Julie och Jean har för sig tillsammans, till stor genans för dem båda. Senare skjuter han miss Julies knähund som hon skulle haft med på flykten; ett mindre skrämmande alternativ än dödandet av fröken Julies grönsiska i Strindbergs originaltext. Operan hade premiär den 16 juli 1977 på BBC Radio 3 och scenpremiär den 23 januari 1979 på Kingsway Hall i London.

## Personer
- Miss Julie (sopran)
- Jean, betjänt till greven, Julies fader (baryton)
- Kristin, kokerska (mezzosopran)
- Ulrik, skogvaktare (tenor)

## Handling
Det är midsommarafton på grevens gods. Hans dotter, miss Julie, åtrår faderns betjänt Jean trots deras sociala skillnader. Jean är emellertid förlovad med kokerskan Kristin. Den sexuella spänningen mellan miss Julie och Jean eskalerar tills de slutligen förenas. Jean övertalar miss Julie att stjäla från fadern så de kan fly tillsammans. Julie drömmer att de rymmer från godset för att leva sina liv tillsammans. När greven återvänder svalnar Jeans känslor och den sociala barriären blir oöverstiglig. Ulrik skjuter Julies hund och Jean vänder sig emot Julie. Han eggar henne att skära upp handlederna på samma sätt som hennes mor en gång begick självmord. Operan slutar med att miss Julie, förnedrar och fången, går ut i sommarnatten med en rakkniv i handen.